# 坂下町 (川口市)
坂下町（さかしたちょう）は、埼玉県川口市の町名。現行行政地名は坂下町一丁目から四丁目。住居表示実施地区。郵便番号は334-0003。

## 地理
埼玉県川口市の中央部に位置し、鳩ヶ谷地区の中央部にあたる。鳩ヶ谷駅東側にあたるが、戦前から日光御成街道沿いに人家があり、地下鉄開業前には既に市街地が完成していた。北側境界を見沼代用水東縁が流れる。

## 歴史
旧鳩ケ谷村の南部に相当する。
- 1967年（昭和42年）6月1日 - 住居表示の実施に伴い、鳩ヶ谷市大字鳩ヶ谷、大字里、大字辻、大字三ツ和の各一部から坂下町一丁目〜四丁目が成立[5][6]。

| 旧町名（大字） | 新町名         |  |
| -------------- | -------------- |  |
| 三ツ和         | 坂下町4丁目    |  |
| 鳩ケ谷         | 坂下町1～4丁目 |  |
| 里             | 坂下町1丁目    |  |

- 2011年（平成23年）10月11日 - 鳩ヶ谷市が川口市に編入され、川口市の町名になる。

## 世帯数と人口
2018年（平成30年）3月1日現在の世帯数と人口は以下の通りである。
| 丁目         | 世帯数    | 人口    |
| ------------ | --------- | ------- |
| 坂下町一丁目 | 371世帯   | 748人   |
| 坂下町二丁目 | 974世帯   | 2,008人 |
| 坂下町三丁目 | 1,197世帯 | 2,535人 |
| 坂下町四丁目 | 591世帯   | 1,007人 |
| 計           | 3,133世帯 | 6,298人 |

## 小・中学校の学区
市立小・中学校に通う場合、学区（校区）は以下の通りとなる。
| 丁目         | 番地                                      | 小学校               | 中学校               |
| ------------ | ----------------------------------------- | -------------------- | -------------------- |
| 坂下町一丁目 | 全域                                      | 川口市立鳩ヶ谷小学校 | 川口市立鳩ヶ谷中学校 |
| 坂下町二丁目 | 全域                                      | 川口市立鳩ヶ谷小学校 | 川口市立鳩ヶ谷中学校 |
| 坂下町三丁目 | 全域                                      | 川口市立鳩ヶ谷小学校 | 川口市立鳩ヶ谷中学校 |
| 坂下町四丁目 | 1番1号～3番99号 5番1号～2号 5番16号～34号 | 川口市立鳩ヶ谷小学校 | 川口市立鳩ヶ谷中学校 |
| 坂下町四丁目 | その他                                    | 川口市立辻小学校     | 川口市立里中学校     |

## 交通

### 鉄道
- 埼玉高速鉄道線鳩ヶ谷駅

### 道路
- 国道122号
- 埼玉県道34号さいたま草加線
- 埼玉県道105号さいたま鳩ヶ谷線

## 施設
公共施設のほか多くの商業施設が進出し、繁華街を形成している。
- 川口市立鳩ケ谷図書館
- 川口市消防局東消防署
- NTT東日本鳩ヶ谷ビル - 旧川口電報電話局鳩ヶ谷分局[5]
- 鳩ヶ谷郵便局
- 市立鳩ヶ谷公民館
- はとがや病院
- JAさいたま鳩ヶ谷支店
- きらぼし銀行鳩ヶ谷支店 - 旧国民銀行店
- ひかり保育園
- マリヤ保育園
- 千手院 - 鳩ヶ谷浅間社の跡地に移転[5]
- 沼公園